# John Davey (parlant còrnic)
John Davey o Davy (1812–1891) fou un pagès de Cornualla i una de les darreres persones que posseí coneixements tradicionals de la llengua còrnica. Segons l'especialista Henry Jenner, la seva perícia es limità probablement a unes quantes paraules i frases. No obstant, és gràcies a Davey que hom coneix la cançó anomenada Cranken Rhyme. Aquesta no apareix a cap text conegut, de manera que constitueix un dels últims exemples de la tradició literària còrnica.

## Història
John Davey visqué al poble de Boswednack, a Zennor. Fou pagès i durant un temps treballà com a director d'escola a Zennor. John Hobson Matthews l'esmenta en el seu llibre Història de St. Ives, Lelant, Towednack, i Zennor, publicat el 1892, un any després de la mort de Davey. En un dels capítols, dedicat a la llengua còrnica i als indicis de la seva supervivència a la regió, Matthews indica que John Davey era capaç de desxifrar topònims, i de conversar en la llengua antiga sobre un grapat de temes senzills.
Tanmateix, el llibre recull només un exemple del parlar de Davey, i hom no ha pogut esclarir si Matthews el conegué personalment, o si altrament el seu relat es basà en testimonis de tercers. Nogensmenys, a pesar que Davey era un reputat coneixedor de còrnic, cap dels seus veins o descendents no n'aprengueren d'ell la llengua, o deixaren alguna constància d'aquest fet. Per tant, és difícil comprovar l'exactitud de les afirmacions de Matthews. Davey heretà de son pare un exemplar del llibre Archaeologia Cornu-Britannica, de William Pryce de 1790, per tant, és possible que la seva competencia lingüística provingués de l'estudi i la memorització del llibre.
John Davey roman una figura important en l'estudi del còrnic tardà. L'associació St. Ives Old Cornwall Society li erigí un memorial a l'església de Zennor. La inscripció descriu Davey com «l'últim posseidor de coneixements tradicionals substancials de la llengua còrnica», i inclou una cita en còrnic extreta del Llibre dels Proverbis: «Les paraules d'homes assenyats són com una piscina profunda, un riu en moviment - una font de vida».

### Cranken Rhyme
L'exemple que John Hobson Matthews recull és una cançó, coneguda com a Cranken Rhyme. Aquesta no apareix al llibre de Pryce, ni tampoc a qualsevol altre text conegut, palesant d'aquesta manera que Davey posseïa coneixements genuïns, que probablement li foren transmesos per son pare.
Inicialment Matthews no pogué desentrellar-ne el significat, considerant-la simplement un garbuix de topònims. Tanmateix, Robert Morton Nance estudià la transcripció de Matthews i n'obtingué una traducció coherent. Segons Nance, la cançó es tracta d'un text humorístic, que compara desfavorablement la fertilitat dels camps rocosos de Cranken amb una carretera.
| Text original | Escriptura estandarditzada FSS | Traducció a l'anglès |
| --- | --- | --- |
| A Grankan, a grankan, A mean o gowaz o vean, Ondez parc an venton, Dub trelawza vean, Far Penzans a Maragow, Githack Mackewee, A githack Macrow, A mac trelowza Varrack | A Grankan, A Grankan, War'n men a gawas saw vyan, Yn hans dhe Bark an Fenten, Neb try lows a ven. Fordh Bensans dhe Varhas Yow, Hag uthek moy gwer, Hag uthek moy cro, A mag try lows a varhak | O Cranken, O Cranken! Beyond the field of the well, you give but little, -only three shoots by the stone. The road between Penzance and Marazion is very green, and a whole lot fresher, - three shoots grow for every passing horseman |